# آرنیس (شهر)
شهر آرنیس (به آلمانی: Arnis) در ایالت اشلیسویگ-هول‌اشتاین در کشور آلمان واقع شده است.